# Руда (остров)
Руда (хорв. Ruda) — небольшой необитаемый островок в хорватской части Адриатического моря, один из Элафитских островов. Административно относится к Дубровницко-Неретванской жупании Хорватии. Находится между островами Лопуд и Шипан, в 13 километрах от Дубровницкого порта.

## География
Остров имеет неправильную форму, его размеры 750×700 метров, площадь — 295 908 м², длина береговой линии — 2369 метров, наивысшая точка — 81 метр над уровнем моря.
Остров каменист, растительность относительно редкая. В юго-восточной части острова есть пещера Шпиля Горня (Турковица).
В 150 метрах к северу от острова есть скала высотой три метра, которая тоже называется Руда.